# Dead or Alive Paradise
Dead or Alive Paradise est un jeu vidéo de gestion et de sport édité par Tecmo. Il est sorti en France le 1er avril 2010. Cet épisode marque le retour de la série sur une console Sony et la fin de l'exclusivité avec Microsoft. C'est un spin-off de la série des Dead or Alive.

## Scénario
Zack invite les combattantes du tournoi Dead or Alive sur son île en leur disant qu'il organise un cinquième tournoi Dead or Alive. Arrivées sur l'île, les filles n'ont plus qu'à passer quinze jours de vacances.

## Personnages
- Ayane
- Christie
- Helena Douglas
- Hitomi
- Kasumi
- Kokoro
- Leifang
- Lisa
- Tina Armstrong
- Rio (Guest - Nouveau Personnage)

Personnages non jouables
- Niki
- Zack

## Contenu
Le jeu est un mix des jeux Dead or Alive Xtreme Beach Volleyball et Dead or Alive Xtreme 2. Il rajoute juste un nouveau personnage : Rio.